# Petjo

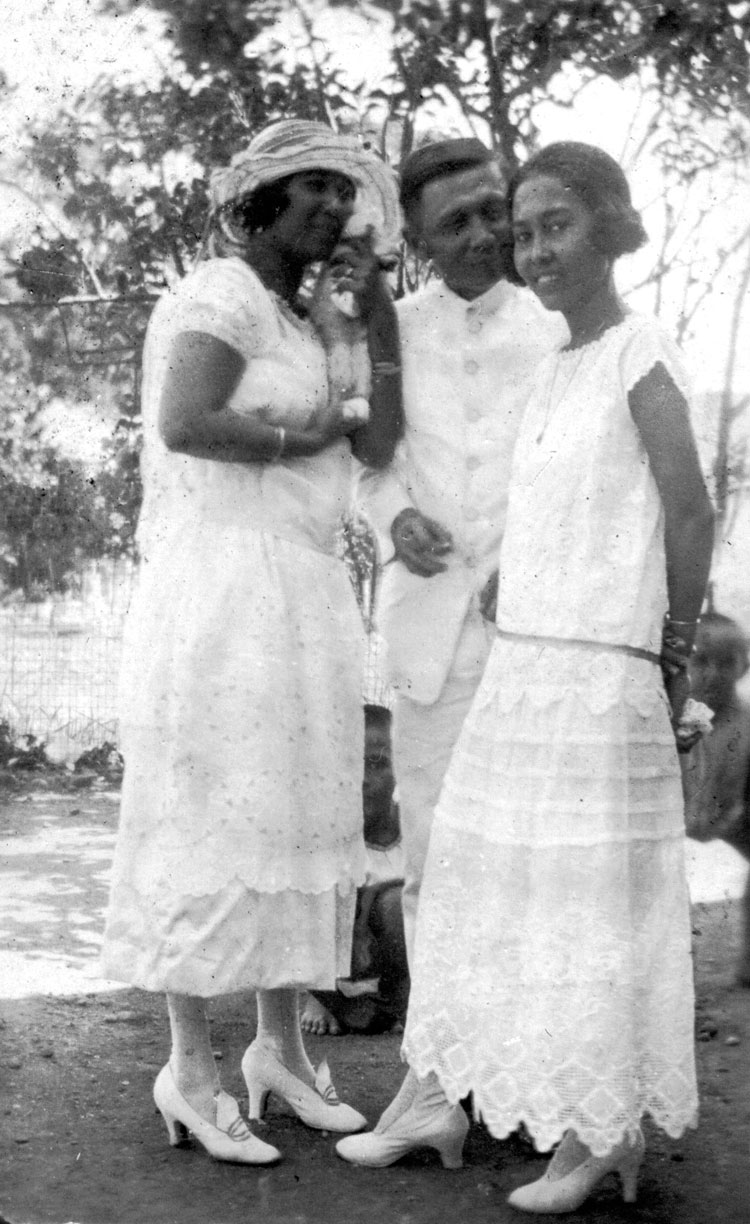
Eurasiens à Semarang (Java central) en 1922

Le petjo, ou encore petjoh, petjok ou pecok, est un créole du néerlandais né dans les milieux « Indos », comme on appelait les Eurasiens métis d'Européens et d'indigènes à l'époque des Indes néerlandaises. Outre le néerlandais, cette langue comprend des éléments javanais et betawi (langue de la population autochtone de Jakarta, d'après Batavia, l'ancien nom de cette ville). Ses locuteurs vivent essentiellement en Indonésie et aux Pays-Bas.
En 2013, il restait moins de 2 000 locuteurs de ce Créole en Indonésie, localisés principalement sur l'ile de Java, et au sud de l'ile de Sumatra.